# Weingartia tarijensis
Weingartia tarijensis ist eine Pflanzenart in der Gattung Weingartia aus der Familie der Kakteengewächse (Cactaceae). Das Artepitheton tarijensis verweist auf das Vorkommen der Art bei der bolivianischen Stadt Tarija.

## Beschreibung
Weingartia tarijensis wächst einzeln oder sprossend mit dunkelgrünen Körpern. Diese erreichen Durchmesser von 3 bis 5 Zentimeter und besitzen eine kräftige Rübenwurzel. Die 10 bis 16 Rippen sind spiralförmig angeordnet. Die darauf befindlichen verlängerten Areolen sind gelblich. Ein Mitteldorn fehlt. Die 8 bis 12 Randdornen sind kammartig angeordneten, liegen am Körper an und sind 5 bis 15 Millimeter lang.
Die roten bis dunkelroten (manchmal einen gelben Schlund), selten gelben oder violetten Blüten sind bis 2,5 bis 4 Zentimeter lang und besitzen Durchmesser von 3,5 bis 4,5 Zentimeter. Die Früchte sind bräunlich grün und weisen einen Durchmesser von 4 bis 6 Millimeter auf.

## Verbreitung und Systematik
Weingartia tarijensis ist im bolivianischen Departamento Tarija verbreitet.
Die Erstbeschreibung wurde 1978 von Fred Hermann Brandt veröffentlicht. Ein nomenklatorisches Synonym ist Sulcorebutia tarijensis F.Ritter (1978).

## Nachweise